# Ткаченко, Константин Данилович
Константин (настоящее имя — Кузьма) Данилович Ткаченко (1918, Аджамка — 1986, Новоторецкое, Добропольский район) — бригадир тракторной бригады Горьковского совхоза Кокчетавской области, Казахская ССР. Лишённый звания Героя Социалистического Труда.

## Биография
Родился в 1918 году в современной Кировоградской области Украины в крестьянской семье. Украинец. Жил в селе Аджамка. В 1930 году отец был раскулачен и с семьей выслан из села.
В годы Великой Отечественной войны оставался на оккупированной территории. В 1942 году с отцом вернулся в село Аджамка. Оба поступили на службу к немецким властям. Отец — старостой общинного двора, сын — в райземуправу агрономом. Жестоко относился к советским гражданам, заставлял работать, избивал. В 1943 году ушёл с отступающими немцами на запад. С приходом Красной Армии был мобилизован на военную службу, в боях не участвовал, службу проходил в строительных частях. Позднее в автобиографиях указывал, что в 1941—1944 годах находился в эвакуации в Челябинске, работал на заводе.
В 1946 году был демобилизован, вернулся на Украину, в родную Кировоградскую область. В 1948 году окончил Шамовский сельскохозяйственный техникум. По распределению работал в хлопкосовхозе Херсонской области. В 1949 году был осуждён народным судом Новомаячковского района Херсонской области по ст. 98 ч 2 УК УССР к 5 годам лишения свободы за превышение власти и избиение рабочих. В апреле 1953 года был досрочно освобождён по амнистии.
После освобождения приехал на целину. Работал бригадиром тракторной бригады Горьковского зерносовхоза Ленинградского района Кокчетавской области. Стал в ряды первопроходцев целины. В глубине необжитых кокчетавских степей с нуля создавалось крупное зерновое хозяйство. В короткие сроки были освоены тысячи гектаров новых земель, созданы животноводческие фермы. Уже в 1956 году Горьковский зерносовхоз собрал 41 163 тонны зерна, почти в полтора раза больше, чем предусматривалось планом. Многие целинники были награждены орденами и медалями, а председатель совхоза Николай Фёдорович Козинец и наиболее отличившийся бригадир тракторной бригады Константин Данилович Ткаченко были удостоены высших наград Родины.
Указом Президиума Верховного Совета СССР от 11 января 1957 года за особо выдающиеся успехи, достигнутые в работе по освоению целинных и залежных земель, и получение высокого урожая Ткаченко Константину Даниловичу присвоено звание Героя Социалистического Труда с вручением ордена Ленина и золотой медали «Серп и Молот».
Продолжал работать в Горьковском зерносовхозе уже главным агрономом, с 1962 года — управляющим отделением в совхозе «Донской». В 1968 году стали известны факты сотрудничества с захватчиками в годы войны. ЦК КП Казахстана вышел с ходатайством в Президиум Верховного Совета СССР с представлением о лишении Ткаченко К. Д. звания Героя Социалистического Труда и наград.
В октябре 1968 года был отстранён от работы. В то же время выехал в Запорожскую область.
Указом Президиума Верховного Совета СССР от 26 декабря 1968 года Ткаченко Константин Данилович лишён звания Героя Социалистического Труда и наград.
Последние годы жизни провел в селе Новоторецком Добропольского района Донецкой области. Умер там же, 8 марта 1986 года.